# Hertugdømmet Oels
Hertugdømmet Oels (Fyrstendømmet Oels) med hovedstaden Oleśnica (byen Oels) var én af de mange små schlesiske hertugdømmer.

## Historie
Hertugdømmet Oels blev oprettet i 1312, og det blev nedlagt i 1884. Indtil 1312 tilhørte området Hertugdømmet Głogów.
I modsætning til hertugdømmerne i det centrale og vestlige Tyskland blev Oels ikke en suveræn stat i 1648.
Fra 1744 til 1792 blev Oels regeret af Carl Christian Erdmann af Württemberg-Oels, der var en generalløjtnant i dansk tjeneste.
I 1792 – 1884 var hertugdømmet Oels i personalunion med Braunschweig. Efter den sidste hertugs død i 1884 blev hans besiddelser delt. Statsejendommene blev tildelt den preussiske kronprins som tronlen, mens hertugens private ejendom tilfaldt det sachsiske kongehus.
51°13′N 17°23′Ø / 51.21°N 17.39°Ø